# Коли я стану велетнем
«Коли я стану велетнем» (рос. «Когда я стану великаном») — радянський дитячий художній фільм, знятий на кіностудії ім. М. Горького в 1978 році режисером Інною Туманян.

## Сюжет
Головний герой — восьмикласник Петя Копєйкін, «запеклий хуліган» — за висловом вчителя, зриває шкільний спектакль «Сірано де Бержерак» через те, що йому не подобається призначення однокласника-вискочки Феді Ласточкіна на роль Сірано. З цієї події починається історія «а-ля-Сірано» між Копєйкіним і Ласточкіним.
Непоказний Петя, що страждає від маленького росту, знаходиться завжди в центрі уваги, він закоханий в однокласницю Машу Горошкіну. Маша захоплена посереднім новачком-дев'ятикласником Колею Крісталловим. Копєйкін погоджується на роль посередника в їхніх взаєминах: Крісталлову передає записку від Маші, а знаючи любов Маші до поезії, пише і передає Крісталлову вірші, а той на прохання Копєйкіна видає їх за свої.
Маша приймає це за чисту монету і вважає, що Крісталлов хороший поет і взагалі «універсал» (він ще й баскетболіст). Загалом, Петя благородно намагається зробити все, щоб «збулося як Маша хоче».
Ситуацією поспішає скористатися Федя Ласточкін в помсту за зірваний спектакль — відкриває очі Крісталлову на закоханість Копєйкіна в Горошкину. Крісталлов, отримавши незаперечні докази цього, висловлює все Копєйкіну («Ти не можеш їй подобатися!»). Оскільки Копєйкін і Горошкіна живуть в сусідніх квартирах і балкони їх поруч, Маша все чує і розуміє, чиї були насправді вірші, що Копєйкін, будучи в неї закоханий, показав справжнє благородство, а Крісталлов — пустушка…

## У ролях
- Михайло Єфремов —  Петя Копєйкін
- Наташа Сеземан —  Маша Горошкіна
- Лія Ахеджакова —  Джульєтта Ашотівна на прізвисько «Смайлінг», викладачка англійської мови
- Інна Ульянова —  Ельвіра Павлівна, член батьківського комітету школи
- Марина Шиманська —  Лідія Миколаївна, викладачка літератури
- Олег Єфремов —  Сергій Костянтинович
- Володимир Качан —  Коля, шофер таксі, чоловік сестри Джульєтти Ашотівни
- Альоша Дмитрієв —  Коля Крісталлов
- Андрій Васильєв —  Федя Ласточкін
- Арсен Багратуні —  Пайкін

## Знімальна група
- Сценарій — Олександр Кузнецов, Інна Туманян
- Постановка — Інна Туманян
- Головний оператор — Валерій Гінзбург
- Художник-постановник — Борис Комяков
- Композитор — Євген Геворгян
- Звукооператор — Микола Шарий